# Gare de Poggio - Riventosa
Gare de Poggio - Riventosa vasútállomás Franciaországban, Poggio-di-Venaco településen.

## Vasútvonalak
Az állomást az alábbi vasútvonalak érintik:
- Bastia-Ajaccio-vasútvonal

## Kapcsolódó állomások
A vasútállomáshoz az alábbi állomások vannak a legközelebb:
- Gare de Corte
- Gare de Venaco